# Eubroncus orientalis
Eubroncus orientalis is een vliesvleugelig insect uit de familie Mymaridae. De wetenschappelijke naam is voor het eerst geldig gepubliceerd in 1972 door Yoshimoto, Kozlov & Trjapitzin.